# Saison 2000-2001 du Liverpool FC
Maillots
Dernière mise à jour : 18 juin 2012.
Chronologie
Saison précédente Saison suivante
La saison 2000-2001 du Liverpool Football Club marque le retour sur les devants du club anglais managé par Gérard Houllier, le technicien français depuis fin 1998. Le club remporte la coupe de la ligue, la coupe d'Angleterre et la coupe de l'UEFA, termine à la troisième place du championnat d'Angleterre de football.

## Épilogue
Michael Owen deviendra Ballon d'or à la fin de la saison.